# Pagar Agung (Pagar Gunung)
Pagar Agung is een bestuurslaag in het regentschap Lahat van de provincie Zuid-Sumatra, Indonesië. Pagar Agung telt 125 inwoners (volkstelling 2010).